# Salida radiante
En radiometría, la salida radiante (también exitancia radiante) es el flujo radiante emitido por una superficie por unidad de área, mientras que salida espectral es la emisión radiante de una superficie por unidad de frecuencia o de longitud de onda, dependiendo de si el espectro se considera en función de la frecuencia o de la longitud de onda. Es el componente emitido de la radiosidad. En el Sistema Internacional, la unidad de la salida radiante es el vatio por metro cuadrado (W/m2), mientras que el de la salida espectral en función de la frecuencia es el vatio por metro cuadrado por hercio (W·m−2·Hz−1) y el de salida espectral referido a la longitud de onda es el vatio por metro cuadrado por metro (W·m−3): comúnmente el vatio por metro cuadrado por nanómetro (W·m−2·nm−1). En el sistema CGS, se emplea el ergio por centímetro cuadrado por segundo (erg·cm−2·s−1), unidad empleada a menudo en astronomía. La salida radiante a menudo se denomina "intensidad" en ramas de la física distintas de la radiometría, pero en radiometría este uso genera confusión con la intensidad radiante.

## Definiciones matemáticas

Comparación de cantidades fotométricas y radiométricas

### Salida radiante
La exitancia radiante de una superficie, denominada Me ("e" de "energético", para evitar confusión con las cantidades fotométricas), se define como
{\displaystyle M_{\mathrm {e} }={\frac {\partial \Phi _{\mathrm {e} }}{\partial A}},}
donde
∂ es el símbolo de la derivada parcial,
Φe es el flujo radiante emitido, y
A es el área superficial.
Si se desea hablar del flujo radiante recibido por una superficie, se utiliza el término irradiancia.
La salida radiante de un cuerpo negro, según la Ley de Stefan-Boltzmann, es igual a:
{\displaystyle M_{\mathrm {e} }^{\circ }=\sigma T^{4},}
donde σ es la ley de Stefan-Boltzmann y T es la temperatura de esa superficie.
Para una superficie real, la salida radiante es igual a:
{\displaystyle M_{\mathrm {e} }=\varepsilon M_{\mathrm {e} }^{\circ }=\varepsilon \sigma T^{4},}
donde ε es la emisividad de esa superficie.

### Salida espectral
La exitancia espectral en frecuencia de una superficie, denominada Me,ν, se define como
{\displaystyle M_{\mathrm {e} ,\nu }={\frac {\partial M_{\mathrm {e} }}{\partial \nu }},}
donde ν es la frecuencia.
La exitancia espectral en longitud de onda de una superficie, denominada Me,λ, se define como
{\displaystyle M_{\mathrm {e} ,\lambda }={\frac {\partial M_{\mathrm {e} }}{\partial \lambda }},}
donde λ es la longitud de onda.
La salida espectral de un cuerpo negro alrededor de una frecuencia o longitud de onda determinada, según la ley de Lambert y la ley de Planck, es igual a:
{\displaystyle {\begin{aligned}M_{\mathrm {e} ,\nu }^{\circ }&=\pi L_{\mathrm {e} ,\Omega ,\nu }^{\circ }={\frac {2\pi h\nu ^{3}}{c^{2}}}{\frac {1}{e^{\frac {h\nu }{kT}}-1}},\\[8pt]M_{\mathrm {e} ,\lambda }^{\circ }&=\pi L_{\mathrm {e} ,\Omega ,\lambda }^{\circ }={\frac {2\pi hc^{2}}{\lambda ^{5}}}{\frac {1}{e^{\frac {hc}{\lambda kT}}-1}},\end{aligned}}}
donde
- h es la constante de Planck.
- ν es la frecuencia.
- λ es la longitud de onda.
- k es la constante de Boltzmann.
- c es la velocidad de la luz en el medio.
- T es la temperatura de esa superficie.

Para una superficie real, la salida espectral es igual a:
{\displaystyle {\begin{aligned}M_{\mathrm {e} ,\nu }&=\varepsilon M_{\mathrm {e} ,\nu }^{\circ }={\frac {2\pi h\varepsilon \nu ^{3}}{c^{2}}}{\frac {1}{e^{\frac {h\nu }{kT}}-1}},\\[8pt]M_{\mathrm {e} ,\lambda }&=\varepsilon M_{\mathrm {e} ,\lambda }^{\circ }={\frac {2\pi h\varepsilon c^{2}}{\lambda ^{5}}}{\frac {1}{e^{\frac {hc}{\lambda kT}}-1}}.\end{aligned}}}

## Unidades de radiometría del SI
| Magnitud                                                                   | Magnitud | Unidad                                                 | Unidad          | Dimensión | Notas |
| Nombre                                                                     | Símbolo  | Nombre                                                 | Símbolo         | Dimensión | Notas |
| -------------------------------------------------------------------------- | -------- | ------------------------------------------------------ | --------------- | --------- | --- |
| Energía radiante                                                           | Qe       | julio                                                  | J               | M⋅L2⋅T−2  | Energía de la radiación electromagnética. |
| Densidad de energía radiante                                               | we       | julio por metro cúbico                                 | J/m3            | M⋅L−1⋅T−2 | Energía radiante por unidad de volumen. |
| Flujo radiante                                                             | Φe       | vatio                                                  | W = J/s         | M⋅L2⋅T−3  | Energía radiante emitida, reflejada, transmitida o recibida, por unidad de tiempo. A esto a veces también se le llama "potencia radiante", y se llama luminosidad en astronomía. |
| Flujo espectral                                                            | Φe,ν     | vatio por hercio                                       | W/Hz            | M⋅L2⋅T−2  | Flujo radiante por unidad de frecuencia o longitud de onda. Este último se mide comúnmente en W⋅nm−1. |
| Flujo espectral                                                            | Φe,λ     | vatio por metro                                        | W/m             | M⋅L⋅T−3   | Flujo radiante por unidad de frecuencia o longitud de onda. Este último se mide comúnmente en W⋅nm−1. |
| Intensidad radiante                                                        | Ie,Ω     | vatio por estereorradián                               | W/sr            | M⋅L2⋅T−3  | Flujo radiante emitido, reflejado, transmitido o recibido, por unidad de ángulo sólido. Es una cantidad "direccional". |
| Intensidad espectral                                                       | Ie,Ω,ν   | vatio por estereorradián por hercio                    | W⋅sr−1⋅Hz−1     | M⋅L2⋅T−2  | Intensidad radiante por unidad de frecuencia o longitud de onda. Este último se mide comúnmente en W⋅sr−1⋅nm−1. Es una magnitud direccional. |
| Intensidad espectral                                                       | Ie,Ω,λ   | vatio por estereorradián por metro                     | W⋅sr−1⋅m−1      | M⋅L⋅T−3   | Intensidad radiante por unidad de frecuencia o longitud de onda. Este último se mide comúnmente en W⋅sr−1⋅nm−1. Es una magnitud direccional. |
| Radiancia                                                                  | Le,Ω     | vatio por estereorradián por metro cuadrado            | W⋅sr−1⋅m−2      | M⋅T−3     | Flujo radiante emitido, reflejado, transmitido o recibido por una superficie, por unidad de ángulo sólido por unidad de área proyectada. Es una cantidad "direccional", a la que a veces también se le llama confusamente "intensidad". |
| Radiancia espectral Intensidad específica                                  | Le,Ω,ν   | vatio por estereorradián por metro cuadrado por hercio | W⋅sr−1⋅m−2⋅Hz−1 | M⋅T−2     | Resplandor de una superficie por unidad de frecuencia o longitud de onda. Este último se mide comúnmente en W⋅sr−1⋅m−2⋅nm−1. Es una cantidad "direccional", a la que a veces también se le llama confusamente "intensidad espectral". |
| Radiancia espectral Intensidad específica                                  | Le,Ω,λ   | vatio por estereorradián por metro cuadrado, por metro | W⋅sr−1⋅m−3      | M⋅L−1⋅T−3 | Resplandor de una superficie por unidad de frecuencia o longitud de onda. Este último se mide comúnmente en W⋅sr−1⋅m−2⋅nm−1. Es una cantidad "direccional", a la que a veces también se le llama confusamente "intensidad espectral". |
| Irradiancia Densidad de flujo                                              | Ee       | vatio por metro cuadrado                               | W/m2            | M⋅T−3     | Flujo radiante recibido por una superficie por unidad de área. A esto a veces también se le llama confusamente "intensidad". |
| Irradiancia espectral Densidad de flujo espectral                          | Ee,ν     | vatio por metro cuadrado por hercio                    | W⋅m−2⋅Hz−1      | M⋅T−2     | Irradiancia de una superficie por unidad de frecuencia o longitud de onda. A esto a veces también se le llama confusamente "intensidad espectral". Las unidades de densidad de flujo espectral que no pertenecen al SI incluyen jansky (unidad) ((1 Jy = 10−26 W⋅m−2⋅Hz− 1)) y unidad de flujo solar ((1 sfu = 10−22 W⋅m−2⋅Hz−1 = 104 Jy)). |
| Irradiancia espectral Densidad de flujo espectral                          | Ee,λ     | vatio por metro cuadrado, por metro                    | W/m3            | M⋅L−1⋅T−3 | Irradiancia de una superficie por unidad de frecuencia o longitud de onda. A esto a veces también se le llama confusamente "intensidad espectral". Las unidades de densidad de flujo espectral que no pertenecen al SI incluyen jansky (unidad) ((1 Jy = 10−26 W⋅m−2⋅Hz− 1)) y unidad de flujo solar ((1 sfu = 10−22 W⋅m−2⋅Hz−1 = 104 Jy)). |
| Radiosidad                                                                 | Je       | vatio por metro cuadrado                               | W/m2            | M⋅T−3     | Flujo radiante que sale (emitido, reflejado y transmitido por) una superficie por unidad de área. A esto a veces también se le llama confusamente "intensidad". |
| Radiosidad espectral                                                       | Je,ν     | vatio por metro cuadrado por hercio                    | W⋅m−2⋅Hz−1      | M⋅T−2     | Radiosidad de una superficie por unidad de frecuencia o longitud de onda. Este último se mide comúnmente en W⋅m−2⋅nm−1. A esto a veces también se le llama confusamente "intensidad espectral". |
| Radiosidad espectral                                                       | Je,λ     | vatio por metro cuadrado, por metro                    | W/m3            | M⋅L−1⋅T−3 | Radiosidad de una superficie por unidad de frecuencia o longitud de onda. Este último se mide comúnmente en W⋅m−2⋅nm−1. A esto a veces también se le llama confusamente "intensidad espectral". |
| Salida radiante                                                            | Me       | vatio por metro cuadrado                               | W/m2            | M⋅T−3     | Flujo radiante emitido por una superficie por unidad de área. Este es el componente emitido de la radiosidad. "Emitancia radiante" es un término antiguo para esta cantidad. A esto a veces también se le llama confusamente "intensidad".                                                                                                  |
| Salida espectral                                                           | Me,ν     | vatio por metro cuadrado por hercio                    | W⋅m−2⋅Hz−1      | M⋅T−2     | Exitancia radiante de una superficie por unidad de frecuencia o longitud de onda. Este último se mide comúnmente en W⋅m−2⋅nm−1. "Emitancia espectral" es un término antiguo para esta cantidad. A esto a veces también se le llama confusamente "intensidad espectral".                                                                     |
| Salida espectral                                                           | Me,λ     | vatio por metro cuadrado, por metro                    | W/m3            | M⋅L−1⋅T−3 | Exitancia radiante de una superficie por unidad de frecuencia o longitud de onda. Este último se mide comúnmente en W⋅m−2⋅nm−1. "Emitancia espectral" es un término antiguo para esta cantidad. A esto a veces también se le llama confusamente "intensidad espectral".                                                                     |
| Exposición radiante                                                        | He       | julio por metro cuadrado                               | J/m2            | M⋅T−2     | Energía radiante recibida por una superficie por unidad de área, o equivalentemente irradiancia de una superficie integrada a lo largo del tiempo de irradiación. A esto a veces también se le llama "fluencia radiante". |
| Exposición espectral                                                       | He,ν     | julio por metro cuadrado por hercio                    | J⋅m−2⋅Hz−1      | M⋅T−1     | Exposición radiante de una superficie por unidad de frecuencia o longitud de onda. Este último se mide comúnmente en J⋅m−2⋅nm−1. A esto a veces también se le llama "fluencia espectral". |
| Exposición espectral                                                       | He,λ     | julio por metro cuadrado, por metro                    | J/m3            | M⋅L−1⋅T−2 | Exposición radiante de una superficie por unidad de frecuencia o longitud de onda. Este último se mide comúnmente en J⋅m−2⋅nm−1. A esto a veces también se le llama "fluencia espectral". |
| Véase también: Sistema Internacional de Unidades, Radiometría y Fotometría |          |                                                        |                 |           | |